# Lasse Paulsen
 (juin 2021).
Si vous disposez d'ouvrages ou d'articles de référence ou si vous connaissez des sites web de qualité traitant du thème abordé ici, merci de compléter l'article en donnant les références utiles à sa vérifiabilité et en les liant à la section « Notes et références ».
Pour les articles homonymes, voir Paulsen.
Lasse Paulsen (né le 3 septembre 1974) est un skieur alpin norvégien.

## Palmarès

### Championnats du monde
| Épreuve / Édition | Vail 1999 | Sankt Anton 2001 |
| Super G           | 27e       | -                |
| Slalom géant      | -         | 16e              |

### Championnats du monde junior
Respectivement 56e et 46e des super G et slalom des Mondiaux juniors de Montecampione.

### Coupe du monde
- Meilleur classement général : 50e en 1999 avec 127 points[2].
- Meilleur classement de descente : 36e en 1999 avec 41 points[2].
- Meilleur classement de super G : 16e en 1999 avec 80 points[2].
- Meilleur classement de slalom géant : 35e en 1999 avec 45 points[2].
- Meilleur résultat sur une épreuve de Coupe du monde : 10e en super G à Innsbruck en 1998[3].

#### Classements
| Saison / Épreuve | Saison / Épreuve | Général | Général | Descente | Descente | Super G | Super G | Géant  | Géant  |
| ---------------- | ---------------- | ------- | ------- | -------- | -------- | ------- | ------- | ------ | ------ |
| Saison / Épreuve | Saison / Épreuve | Class.  | Points  | Class.   | Points   | Class.  | Points  | Class. | Points |
| 1997             | 1997             | 102e    | 24      | 43e      | 11       | 38e     | 13      | -      | -      |
| 1998             | 1998             | 82e     | 46      | 44e      | 19       | 30e     | 27      | -      | -      |
| 1999             | 1999             | 50e     | 127     | 36e      | 41       | 16e     | 80      | 50e    | 6      |
| 2000             | 2000             | 102e    | 29      | 47e      | 12       | 48e     | 5       | 45e    | 12     |
| 2001             | 2001             | 77e     | 60      | -        | -        | 42e     | 15      | 35e    | 45     |
| 2002             | 2002             | 109e    | 31      | -        | -        | 26e     | 31      | -      | -      |
| 2003             | 2003             | 150e    | 2       | -        | -        | 58e     | 2       | -      | -      |

### Coupe d'Europe
- Meilleur classement général : 46e en 2001 avec 151 points[4].
- Meilleur classement de descente : 39e en 2001 avec 26 points[4].
- Meilleur classement de super G : 13e en 2002 avec 109 points[4].
- Meilleur classement de slalom géant : 19e en 2001 avec 108 points[4].
- 2 podiums : 3e en slalom géant à Saas-Fee en 2001 et 2e en super G à Tarvisio en 2002[5].

#### Classements
| Saison / Épreuve | Saison / Épreuve | Général | Général | Descente | Descente | Super G | Super G | Géant  | Géant  |
| ---------------- | ---------------- | ------- | ------- | -------- | -------- | ------- | ------- | ------ | ------ |
| Saison / Épreuve | Saison / Épreuve | Class.  | Points  | Class.   | Points   | Class.  | Points  | Class. | Points |
| 1999             | 1999             | 127e    | 29      | -        | -        | 28e     | 29      | -      | -      |
| 2000             | 2000             | 97e     | 66      | -        | -        | 42e     | 34      | 43e    | 32     |
| 2001             | 2001             | 46e     | 151     | 39e      | 26       | 48e     | 17      | 19e    | 108    |
| 2002             | 2002             | 53e     | 144     | -        | -        | 13e     | 109     | 46e    | 35     |
| 2003             | 2003             | 76e     | 92      | -        | -        | 23e     | 61      | 57e    | 31     |